# Kasteel van Colombières
Het Kasteel van Colombières (Frans: Château de Colombières) is een kasteel in de Franse gemeente Colombières.